# Jan Dworak
Jan Aleksander Dworak (ur. 31 grudnia 1948 w Sochaczewie) – polski dziennikarz, producent, polityk. W latach 2004–2006 prezes zarządu Telewizji Polskiej S.A., w latach 2010–2016 członek oraz przewodniczący KRRiT.

## Życiorys
Syn Tadeusza i Zofii. Absolwent Liceum Ogólnokształcącego pw. św. Augustyna w Warszawie. Ukończył studia polonistyczne na Uniwersytecie Warszawskim. Pracę dziennikarską rozpoczynał w latach 70. w pismach sportowych (był m.in. sekretarzem redakcji miesięcznika „Lekkoatletyka”). Później był zaangażowany w wydawanie prasy i książek drugiego obiegu. Współredagował niezależne pismo „Opinia” (razem z Andrzejem Czumą, Leszkiem Moczulskim, Emilem Morgiewiczem i Wojciechem Ziembińskim). Współpracował z Komitetem Obrony Robotników i ROPCiO.
Po ogłoszeniu stanu wojennego został internowany na okres do marca 1982. Pracował m.in. w „Przewodniku Katolickim” i „Tygodniku Solidarność”. W 1989 uczestniczył w obradach Okrągłego Stołu w podzespole ds. środków masowego przekazu.
Na początku lat 90. pełnił funkcję wiceprezesa zarządu TVP. Po odejściu z telewizji został producentem filmowym (Weiser, Blok.pl, seriale Miodowe lata, Kasia i Tomek). Jego studio produkowało dla Telewizji Polskiej program publicystyczny Pytania o Polskę oraz rozrywkowy talk-show (prowadzony przez Alicję Resich-Modlińską Wieczór z Alicją).
W latach 1998–2002 zasiadał z ramienia Akcji Wyborczej Solidarność w sejmiku mazowieckim I kadencji, był też członkiem rady programowej TVP. W 2001 bez powodzenia kandydował do Senatu z ramienia Bloku Senat 2001. Od 17 lutego 2004 do 11 maja 2006 kierował Telewizją Publiczną. 7 lipca 2010 został powołany na członka KRRiT z rekomendacji Bronisława Komorowskiego, tymczasowo wykonującego obowiązki prezydenta RP. 10 sierpnia tego samego roku wybrano go na przewodniczącego KRRiT. Kadencja kierowanego przez niego organu upłynęła 4 sierpnia 2016.
Należał do Unii Demokratycznej, był kierownikiem jej biura prasowego. Do 1997 był członkiem Unii Wolności, a następnie Stronnictwa Konserwatywno-Ludowego. W 2001 przystąpił do Platformy Obywatelskiej, z ramienia której bez powodzenia kandydował do  Rady m.st. Warszawy w wyborach samorządowych w 2002. Odszedł z tej partii w związku z objęciem posady prezesa TVP. W 2010 był członkiem komitetu poparcia Bronisława Komorowskiego przed przedterminowymi wyborami prezydenckimi. Członek Stowarzyszenia Wolnego Słowa. W 2018 zasiadł w radzie Fundacji Instytut Bronisława Komorowskiego, następnie został przewodniczącym tego gremium. W listopadzie 2021 został przewodniczącym rady nadzorczej spółki akcyjnej Astro, będącej właścicielem kanału informacyjnego News24; funkcję tę pełnił do czerwca 2023.

## Odznaczenia
W 2006 prezydent Lech Kaczyński odznaczył go Krzyżem Oficerskim Orderu Odrodzenia Polski. W 2000 otrzymał odznakę Zasłużony Działacz Kultury, a w 2005 Srebrny Medal „Zasłużony Kulturze Gloria Artis”.